# Letytschiwka
Letytschiwka (ukrainisch Летичівка; russisch Летичовка Letitschowka) ist ein Dorf im Nordwesten der ukrainischen Oblast Tscherkassy mit etwa 1600 Einwohnern (2001).

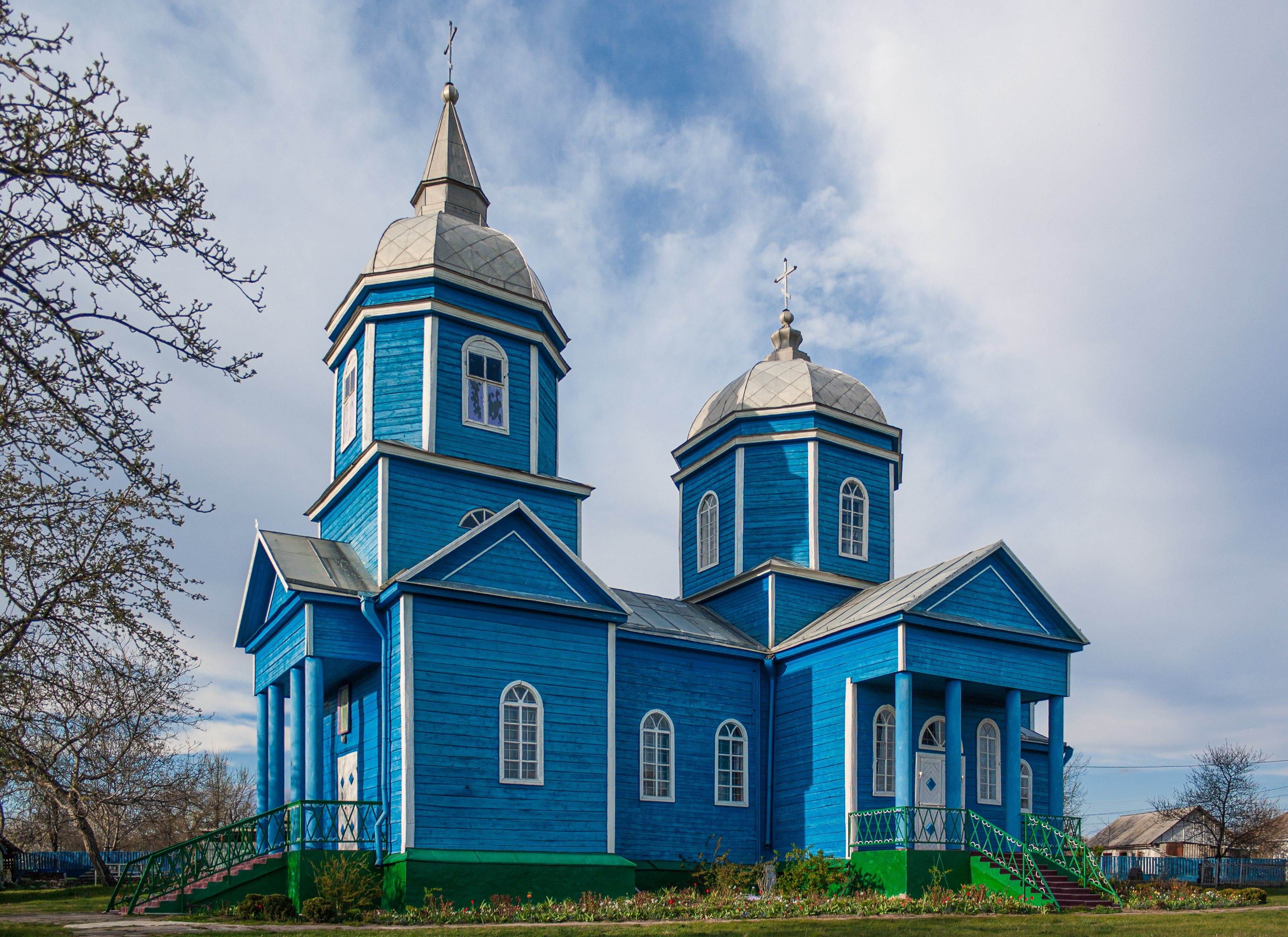
Kirche der Fürsprache der Jungfrau Maria

Das erstmals 1411 schriftlich erwähnte Dorf erhielt 1429 das Stadtrecht.
Die Ortschaft liegt am rechten Ufer der Konelka (Конелка), einem 17 km langen Nebenfluss des Hirskyj Tikytsch, 3 km nordwestlich vom ehemaligen Gemeindezentrum Awramiwka (Аврамівка), 2 km nördlich vom ehemaligen Rajonzentrum Monastyryschtsche und 205 km westlich vom Oblastzentrum Tscherkassy. Im Dorf befindet sich die Holzkirche der Fürsprache der Jungfrau Maria.
Im Osten der Ortschaft verläuft die Territorialstraße T–24–03.
Am 12. Juni 2020 wurde das Dorf ein Teil der neugegründeten Stadtgemeinde Monastyryschtsche, bis dahin war es ein Teil der Landratsgemeinde Awramiwka (Аврамівська сільська рада/Awramiwska silska rada) im Zentrum des Rajons Monastyryschtsche.
Am 17. Juli 2020 kam es im Zuge einer großen Rajonsreform zum Anschluss des Rajonsgebietes an den Rajon Uman.

## Söhne und Töchter der Ortschaft

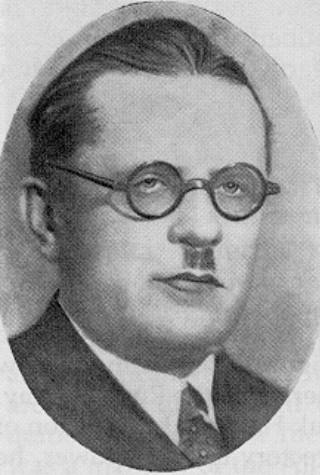
Größter Sohn der Ortschaft – Pylyp Kosyzkyj

- Pylyp Kosyzkyj (1893–1960), ukrainischer Komponist und Musikwissenschaftler